# Chichaoua (provincie)
Chichaoua is een provincie in de Marokkaanse regio Marrakech-Tensift-Al Haouz.
Chichaoua telt 339.818 inwoners op een oppervlakte van 6872 km².

## Grootste plaatsen
| Plaats          | Inwoners (1994) | Inwoners (2004)' |
| --------------- | --------------- | ---------------- |
| Lamzoudia       | 20.452          | 22.454           |
| Sid L'Mokhtar   | 16.961          | 19.188           |
| M'Zouda         | 14.680          | 15.166           |
| Zaouia Annahlia | 13.704          | 15.950           |
| Imintanoute     | 12.588          | 17.067           |
| Douirane        | 12.473          | 14.191           |
| Bouabout        | 12.167          | 12.196           |
| Ahdil           | 11.631          | 11.764           |
| Majjat          | 11.521          | 11.798           |
| Taouloukoult    | 10.171          | 10.668           |
| Chichaoua       | 9.737           | 15.657           |

Ben Slimane · Khouribga · Settat · El Jadida · Safi · Boulmane · Fez · Moulay Yacoub · Sefrou · Kénitra · Sidi Kacem · Casablanca · Médiouna · Mohammedia · Nouaceur · Assa-Zag · Guelmim · Tan-Tan · Tata · Boujdour · Es-Semara · Lâayoune · Al Haouz · Chichaoua · Essaouira · Kelâat Es-Sraghna · Marrakech · Al Ismaïlia · El Hajeb · Errachidia · Ifrane · Khénifra · Meknès · Berkane · Figuig · Jerada · Driouch · Nador · Oujda-Angad · Taourirt · Aousserd · Oued ed Dahab · Khémisset · Rabat · Salé · Skhirat-Témara · Agadir-Ida-Ou-Tanane · Inezgane-Aït Melloul · Chtouka-Aït Baha · Ouarzazate · Taroudant · Tiznit · Zagora · Azilal · Béni-Mellal · Chefchaouen · Fahs-Bni Mkada · Larache · Tanger-Asilah · Tétouan · Al Hoceima · Taounate · Taza